# لوك توماس (لاعب كرة قدم)
لوك توماس (بالإنجليزية: Luke Thomas)‏ هو لاعب كرة قدم بريطاني، ولد في 20 يونيو 2001 في Syston ‏ في المملكة المتحدة.

## وصلات خارجية
- لوك توماس (لاعب كرة قدم) على موقع الاتحاد الأوربي (الإنجليزية)
- لوك توماس (لاعب كرة قدم) على موقع إي إس بي إن إف سي (الإنجليزية)
- لوك توماس (لاعب كرة قدم) على موقع قاعدة بيانات كرة القدم.إي يو (الإنجليزية)
- لوك توماس (لاعب كرة قدم) على موقع Soccerbase.com (لاعب) (الإنجليزية)
- لوك توماس (لاعب كرة قدم) على موقع Soccerway.com (الإنجليزية)
- لوك توماس (لاعب كرة قدم) على موقع عالم كرة القدم.نت (الإنجليزية)